# Catharsius longiceps
Catharsius longiceps là một loài bọ cánh cứng trong họ Bọ hung (Scarabaeidae).